# Turnia nad Kolebą
Turnia nad Kolebą (słow. Veža nad Kolibou, niem. Kolibaspitze, węg. Kolibacsúcs) – turnia o wysokości 1646 m n.p.m. (według starszych pomiarów 1649 m) stanowiąca zakończenie Świstowej Grani w słowackich Tatrach Wysokich. Od Turni nad Polaną oddzielona jest Przełęczą nad Kolebą. Turnia nad Kolebą jest turnią dwuwierzchołkową – główny, południowo-wschodni wierzchołek wznosi się na wysokość 1646 m, niższy, północno-zachodni ma 1632 m. W stronę doliny Rówienki i Doliny Białej Wody Turnia nad Kolebą opada skalistymi ścianami. Jest wyłączona z ruchu turystycznego.
Nazwa Turni nad Kolebą pochodzi od dawnego pasterskiego szałasu (koleby), który znajdował na położonej poniżej Polanie pod Wysoką. W dawnej literaturze zdarza się, że nazwa Turnia nad Kolebą mylnie przesunięta jest na sąsiadującą Turnię nad Polaną. Dawna pasterska nazwa turni to Chłop.

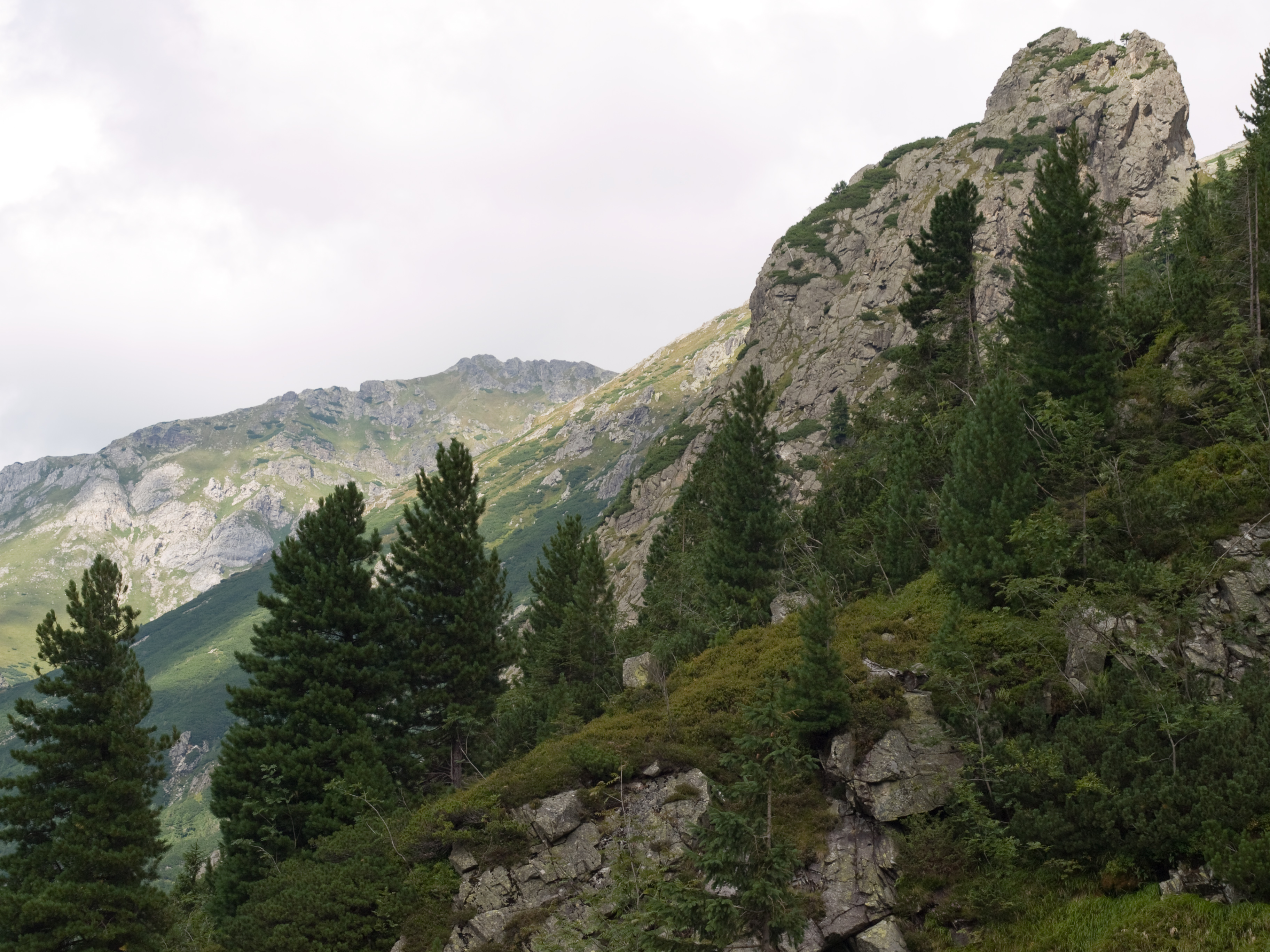
Turnia nad Kolebą – widok od południa

## Historia
Pierwsze wejście turystyczne:
- Alfréd Grósz, 28 czerwca 1914 r. – letnie[2].